# 苏干湖
苏干湖也称大苏干湖，位于中国青海省茫崖市冷湖镇与甘肃省酒泉市阿克塞哈萨克族自治县交界处，为哈尔腾盆地最低处，是甘肃境内最大的内陆湖。 湖水主要来源于大哈尔腾河、小哈尔腾河潜流。水域面积108平方千米，平均水深2.84米，蓄水量1.72亿立方米，湖水矿化度20～25克每升。2020年甘肃省人民政府发布的《甘肃省人民政府关于省级河湖管理范围划定成果的公告》中划定的大苏干湖划界面积约108平方公里。